# Hiracoidee
Hiracoideele (Hyracoidea), damanii sau hiracșii, sunt un ordin puțin numeros de mamifere ungulate erbivore primitive, cățărătoare și plantigrade, care au numeroase caractere primitive, semănând cu niște marmote (niște rozătoare), înrudite mai mult cu elefanții decât cu alte ungulate.

## Descriere
Sunt mamifere mici cu o lungime de 44–54 cm (cât un iepure de casă) și o greutate de 1,8–5,4 kg. Corpul lor este scurt și îndesat, gâtul scurt și gros, coada scurtă, abia vizibilă. 
Membrele anterioare au patru degete (tetradactile), lipsește degetul I, iar membrele posterioare au numai trei degete (tridactile), lipsesc degetele I și V. Degetele rămase sunt acoperite dorsal cu o unghie lată în formă de gheară, în afară de degetul II de la picioarele posterioare, care este prevăzut cu o gheară ascuțită încovoiată. Talpa este acoperită cu o piele groasă, care unește și degetele până la unghii. Buza superioară este despicată. 
Corpul este acoperit cu o blană cu păr destul de scurt de culoare galbenă-deschis la unele specii, brună-roșcată sau întunecată la altele. Pe bot, obraji, bărbie și deasupra ochilor există tufe de vibrize,  care sunt niște peri senzitivi foarte mari. În regiunea dorsală, cam pe la mijlocul corpului, se găsește o tufă de peri lungi (circa 10 cm), albi, la baza cărora se deschide o glandă cutanată (dorsală). Rolul acestei glande este de a elimina, mai ales în perioada rutului,  o secreție odorantă cu rol protector contra dușmanilor; în stare de emoție sau de atac, perii din jurul glandei se zbârlesc, iar pe suprafața pielii apare o secreție vâscoasă și neplăcut mirositoare
Dentiția este difiodontă, heterodontă, incisivii sunt mari și cresc necontenit, iar molarii sunt de tip bunolofoselenodont. Dentiția adultului are următoarea formulă: 1•0•4•3/2•0•4•3. Dentiția este incompletă, caninii (colții) lipsesc, existând o largă diastemă între incisivi și premolari. Incisivii superiori au o formă semicirculară cu creșterea continua, și servesc la tăierea frunzelor și ierburilor; între ei există o distanță de 5-10 mm. Incisivii inferiori sunt mai mici și au o margine pectinată cu 3-4 lobi; aceștia au o creștere limitată. De obicei premolarii au tendința să cadă, și la adult rămân în funcțiune numai molarii. Forma molarilor variază de la o specie la alta, aceștia au o coroană joasă, iar suprafața lor de masticație lată este de tip bunoselenodont și amintește forma primitivă a celor de la Palaeotherium; la alte specii seamănă cu cei de la rinoceri. 
Masticația hranei se face prin mișcări oblice și transversale ale mandibulei, iar mușchii masticatori sunt foarte puternici. Au glande salivare voluminoase. Stomacul este simplu în formă de cimpoi, cu o sugrumare care îl împarte într-o regiune cardiacă, musculară, și alta pilorică, glandulară. La capătul posterior al intestinului subțire există un cec anterior foarte voluminos cu o faună bogată de infuzori, iar pe traiectul intestinului gros se mai găsește un cec posterior, bifurcat, cu două prelungiri în formă de coarne. 
Testiculele sunt intraabdominale și rămân tot timpul în cavitatea abdominală. Uterul este bicorn. Placenta la început este difuză, iar mai târziu devine zonală și caducă. Au o pereche sau două perechi de mamele inguinale și uneori o pereche axilară. 
Craniul este mic și turtit lateral, cu o apofiză zigomatică puternică. Coloana vertebrală are o convexitate mare dorsală. Clavicula lipsește. 
Creierul este de tip macrosmatic și cu circumvoluții puține. Au o mare acuitate vizuală, la care se adaugă și un simț bine dezvoltat al auzului.

## Biologie
Nasc câte 1-3 pui foarte bine dezvoltați. Sunt animale fitofage și se hrănesc cu rădăcini și bulbi, frunzele lăstarilor, dar și varză, ierburi și fructe, mușchi de pămînt, licheni. Pe lângă hrana vegetală, mănâncă insecte și alte mici nevertebrate. Trăiesc de obicei în grupuri (turme) de 30-60 de indivizi.

## Sistematica și răspândirea

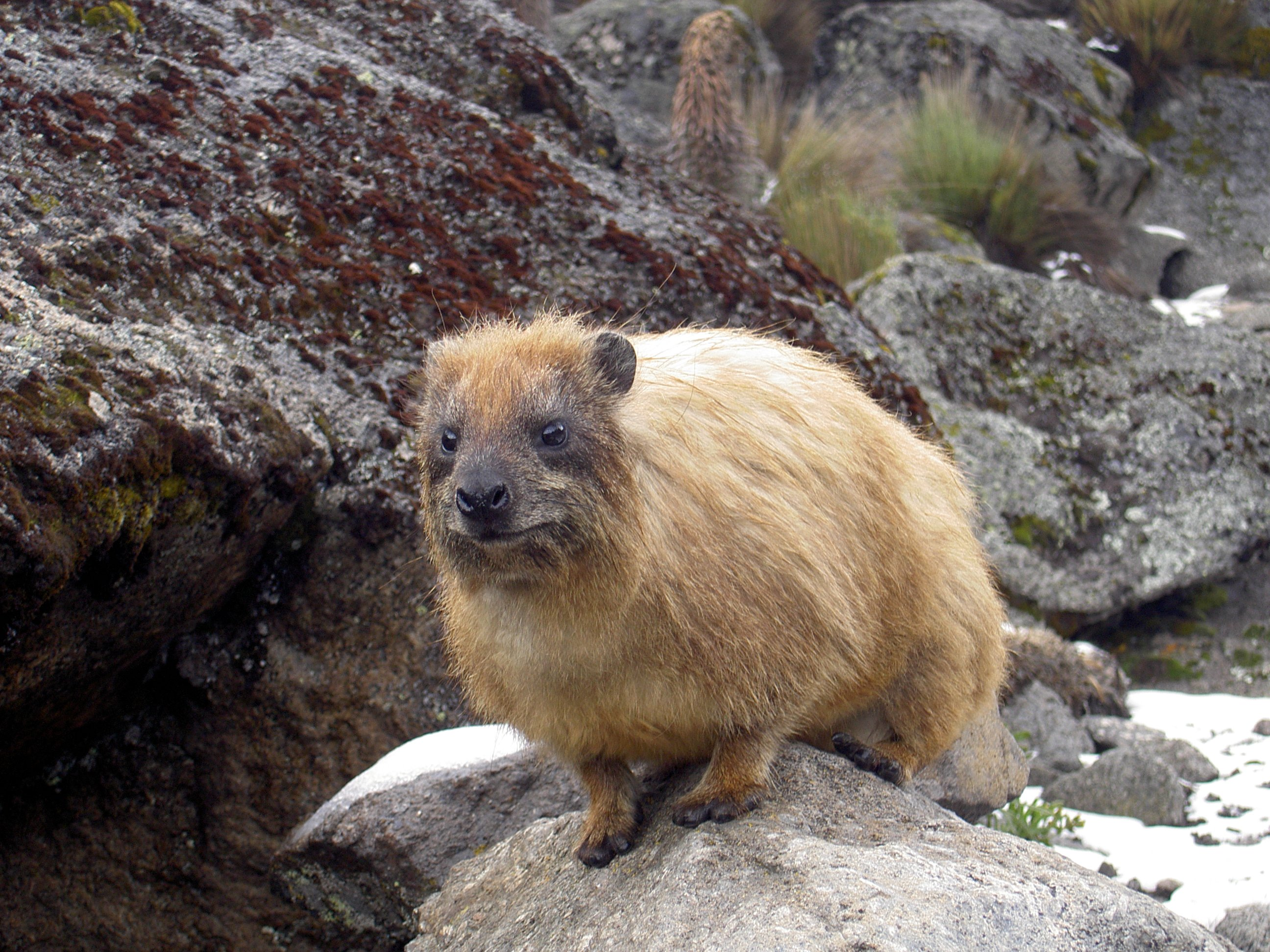
Damanul de stâncă (Procavia capensis)

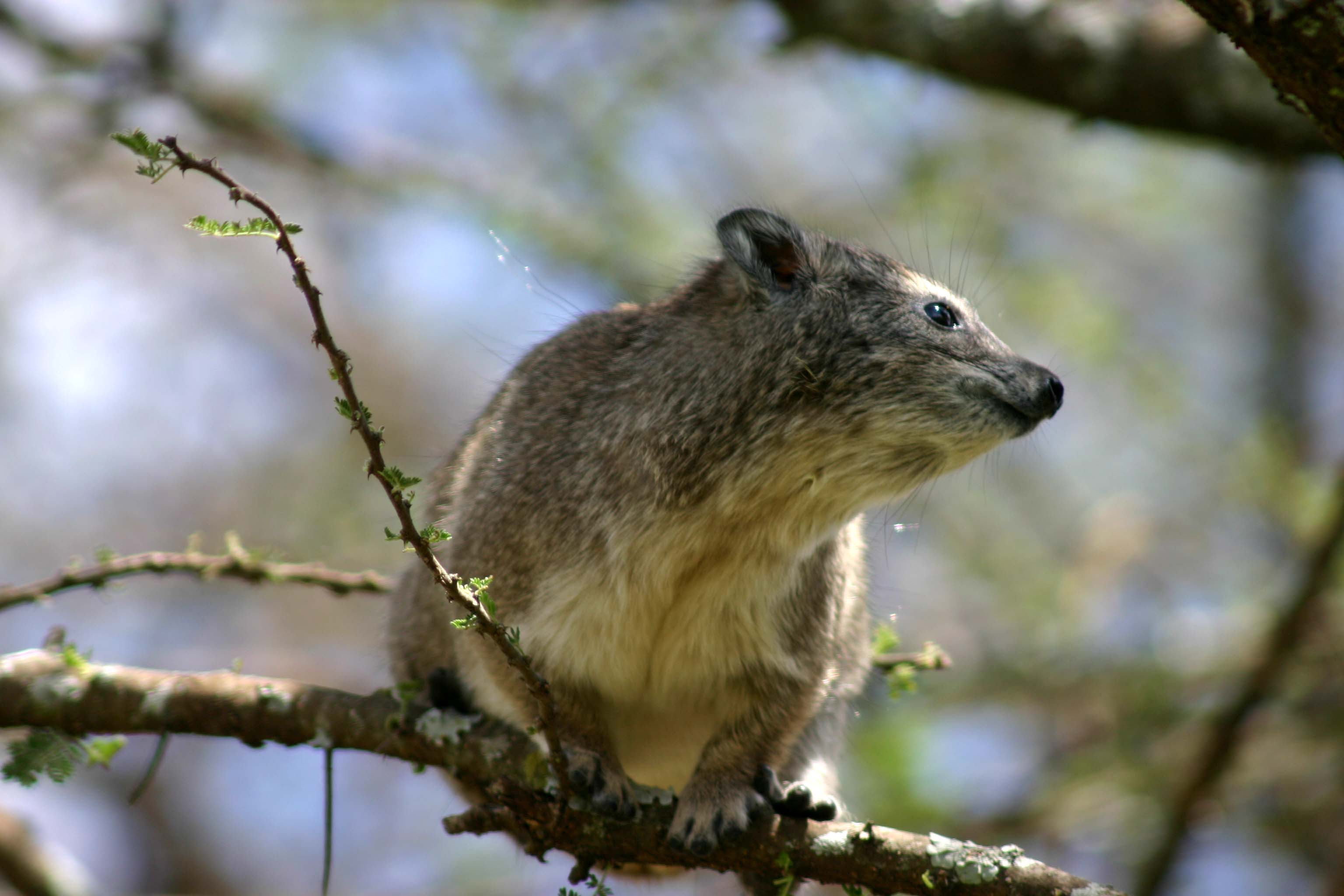
Damanul arboricol (Dendrohyrax arboreus)

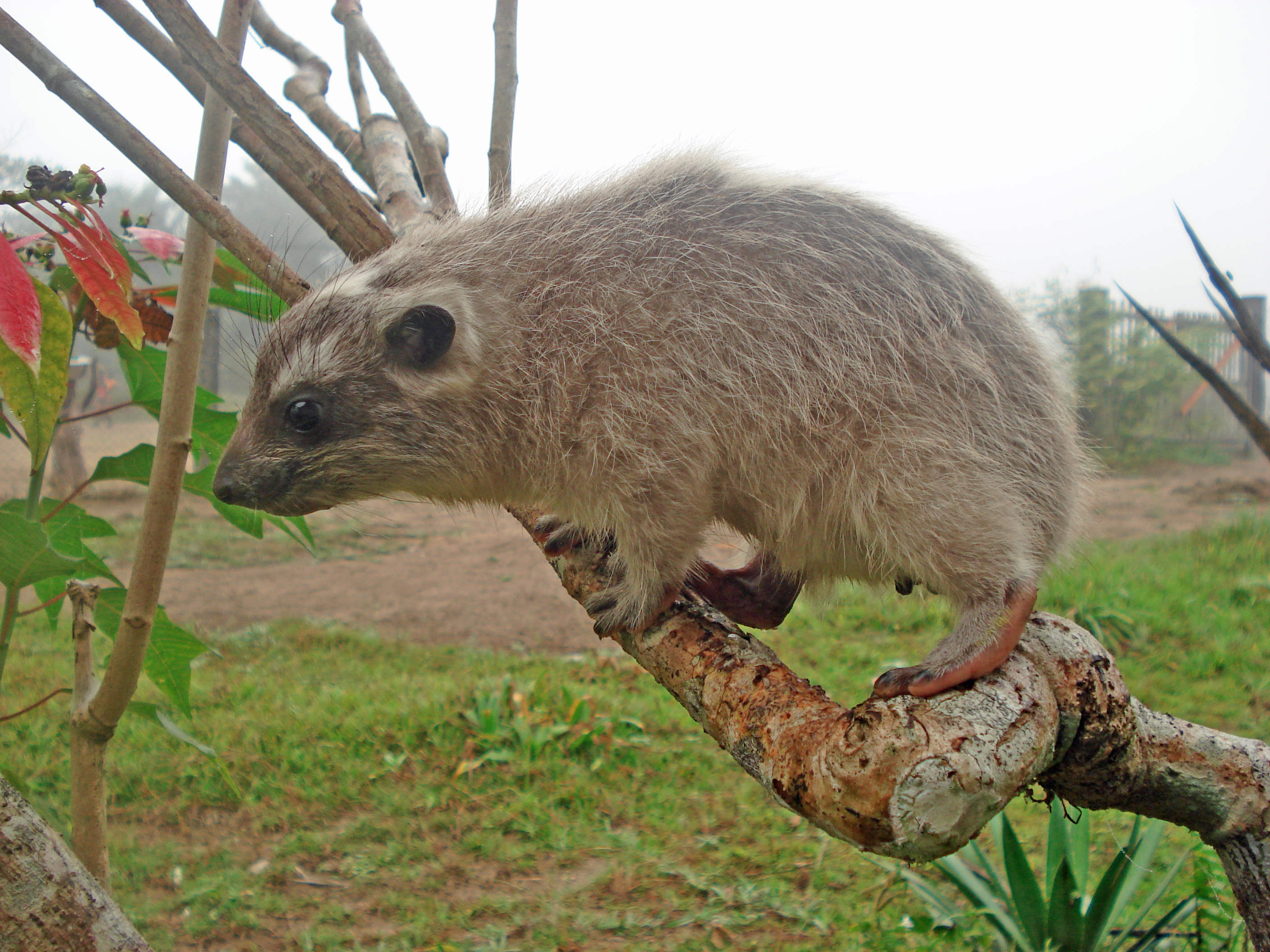
Damanul arboricol de vest (Dendrohyrax dorsalis)

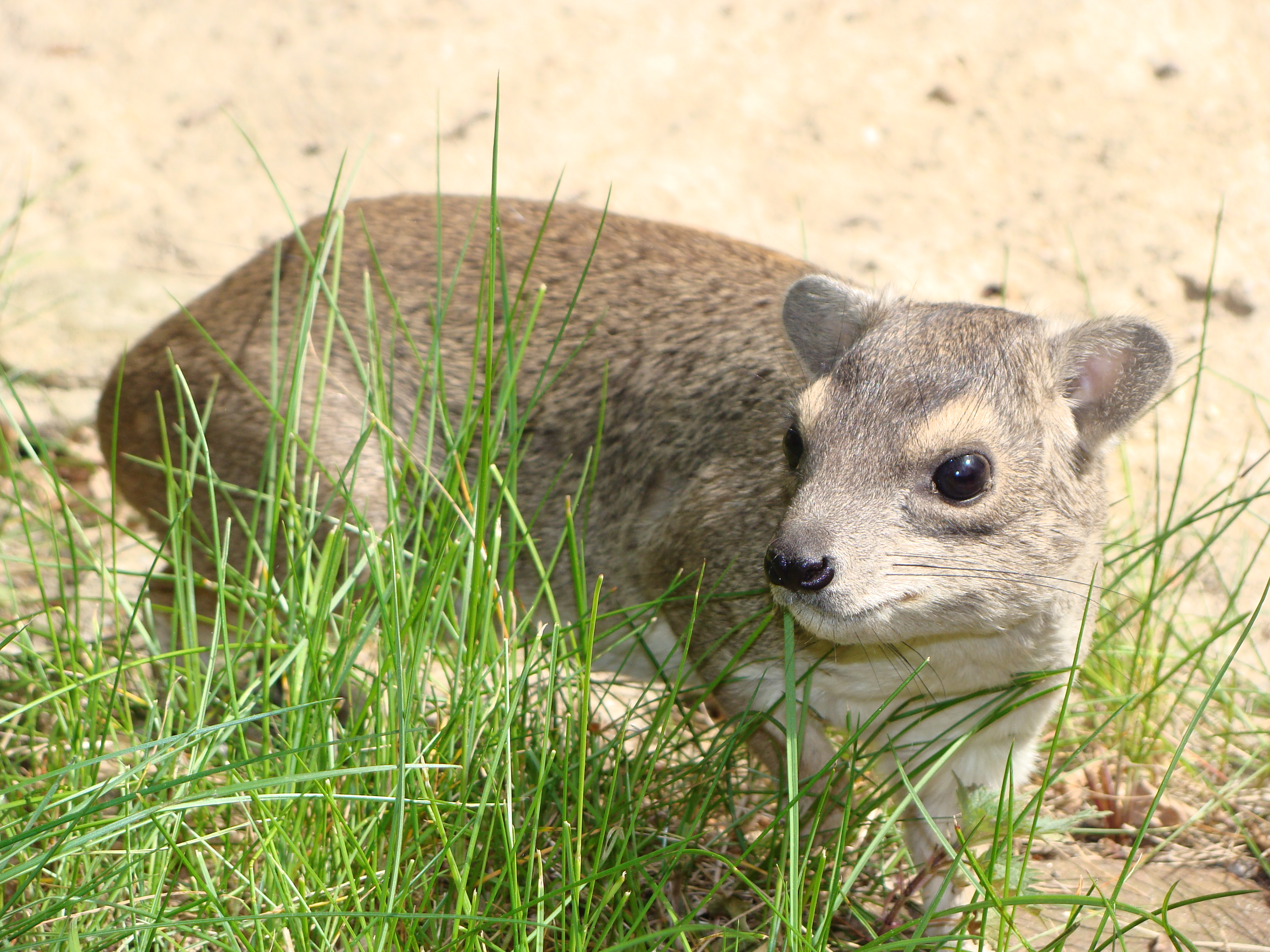
Damanul de stepă (Heterohyrax brucei)

Ordinul este reprezentat printr-o singură familie, Procaviidae, cu 4 specii actuale grupate în 3 genuri: Procavia, Heterohyrax și Dendrohyrax, răspândite în Africa la sud de Sahara și în Egipt, și în câteva locuri restrânse din Orientul Apropiat  (Siria, Palestina) și Arabia. Unele dintre ele trăiesc în regiunile premontane de semideșert, altele duc un mod de viață arboricol.
- Procavia cu o  singură specie Procavia capensis, damanul  (sau damanul de stâncă), este răspândit în Siria, Liban, Israel și Arabia, în nord-estul Africii până în Tanzania, iar în vest în Angola și Namibia pînă la Capul Bunei Speranțe. Ajunge până la 4000 m altitudine. Trăiesc în grupuri de 30-60 de indivizi.
- Dendrohyrax, damanul arboricol, reprezentat prin 2 specii arboricole, foarte agile (Dendrohyrax arboreus și Dendrohyrax dorsalis), trăiește în Africa.
- Heterohyrax cu o  singură specie Heterohyrax brucei, damanul de stepă  (damanul  cenușiu sau damanul pătat) este răspândit în Africa, în savane, stepe și în păduri, până la 2500 m altitudine.

Sistematica hiracoideelor, care include și speciile dispărute este următoarea:
- † Familia Pliohyracidae
  - † Subfamilia Geniohyinae
    - † Genul Seggeurius
    - † Genul Geniohyus

  - † Subfamilia Saghatheriinae
    - † Genul Microhyrax
    - † Genul Meroehyrax
    - † Genul Selenohyrax
    - † Genul Bunohyrax
    - † Genul Pachyhyrax
    - † Genul Megalohyrax
    - † Genul Saghatherium
    - † Genul Thyrohyrax

  - † Subfamilia Titanohyracinae
    - † Genul Antilohyrax
    - † Genul Titanohyrax

  - † Subfamilia Pliohyracinae
    - † Genul Sogdohyrax
    - † Genul Kvabebihyrax
    - † Genul Prohyrax
    - † Genul Parapliohyrax
    - † Genul Pliohyrax
    - † Genul Postschizotherium
- Familia Procaviidae
  - Subfamilia Procaviinae
    - † Genul Gigantohyrax
    - † Genul Procavia
      - † Procavia antigua
      - † Procavia transvaalensis
      - Procavia capensis

    - Genul Dendrohyrax
      - Dendrohyrax arboreus
      - Dendrohyrax dorsalis

    - Genul Heterohyrax
      - Heterohyrax brucei